# Język arguni
Język arguni – język austronezyjski używany przez grupę ludności w indonezyjskiej prowincji Papua Zachodnia (wyspa Arguni, północne wybrzeże półwyspu Bomberai). Według danych z 2000 roku posługuje się nim 150 osób.
Jest rozpowszechniony na terenie wyspy Arguni oraz w miejscowościach: Taver, Andamata, Fior, Furir, Darembang, Goras, Goras Selatan.
Potencjalnie zagrożony wymarciem. Znajduje się pod presją języka indonezyjskiego oraz dominujących lokalnie języków (iha, baham, bedoanas i sekar). 